# Bronzerücken-Glanzkehlchen
Das  Bronzerücken-Glanzkehlchen (Polytmus guainumbi) oder auch Weißschwanz-Goldkehlchen ist eine Vogelart aus der Familie der Kolibris (Trochilidae), die auf Trinidad, in Kolumbien, Venezuela, Guyana, Suriname, Französisch-Guayana, Brasilien, Bolivien, Paraguay und Argentinien vorkommt. Der Bestand wird von der IUCN als „nicht gefährdet“ (least concern) eingeschätzt.

## Merkmale

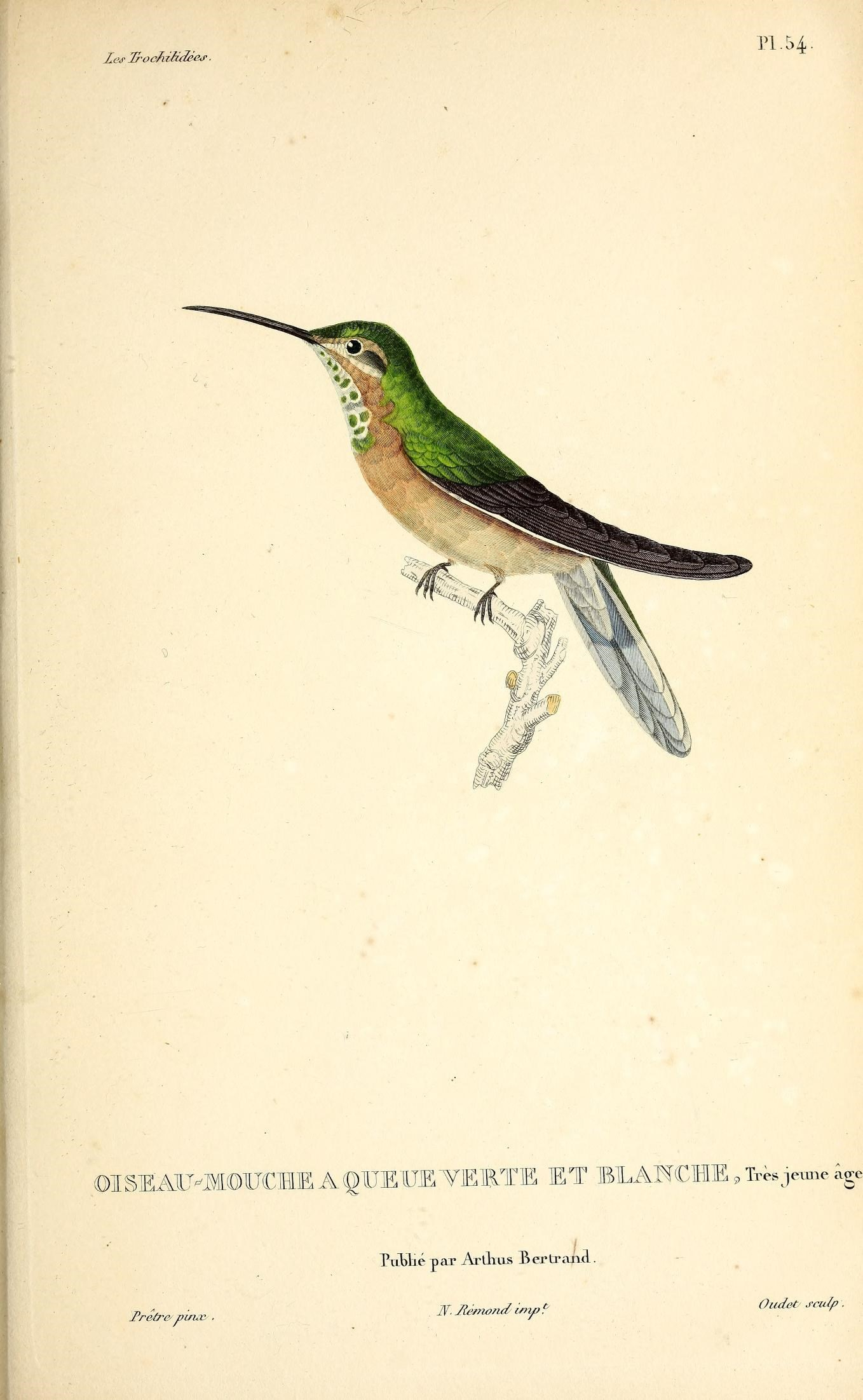
Bronzerücken-Glanzkehlchen ♀

Das Bronzerücken-Glanzkehlchen erreicht inklusive seines 2,6 cm langen Schnabels eine Körperlänge von etwa 9,5 bis 11,8 cm bei einem Gewicht von 4,0 bis 4,5 g. Das Männchen hat einen langen, gebogenen Schnabel, wobei der Oberschnabel dumpf rötlich bis schwarz und der Unterschnabel rötlich mit schwarzer Spitze ist. Die Oberseite schimmert golden bis bronzegrün. Dunkle graue Augenflecken werden auf der Oberseite von einem langen weißen Überaugenstreif begrenzt. Die Unterseite schimmert goldengrün. Der lange abgerundete Schwanz ist grün mit weißen Spitzen. An den drei äußeren Steuerfedern ist er breit weiß gesäumt. Das Weibchen ähnelt dem Männchen, hat aber gelbbraune Gesichtsstriche. Das Kinn ist weißlich, der Rest der Unterseite gelbbraun. Die Kehle und Brust sind grün gesprenkelt. Jungvögel ähneln den Weibchen, haben aber gelbbraune Kopffransen.

## Verhalten und Ernährung
Das Bronzerücken-Glanzkehlchen bezieht seinen Nektar von blühenden Pflanzen z. B. aus der Gattung der Lagerströmien, von Russelia equisetiformis und Calliandra surinamensis, von Büschen der Gattungen Helikonien, der Familie der Hülsenfrüchtler, der Malvengewächse, der Rötegewächse oder Eisenkrautgewächse. Aus Argentinien gibt es Berichte an Pflanzen und Bäumen wie Florettseidenbaum, Handroanthus heptaphyllus und  Japanischer Wollmispel, aus Mato Grosso do Sul an Zierpflanzen der Gattung Odontonema, an Grevillea banksii und Beerenmalve (Malvaviscus arboreus). Insekten jagt das Bronzerücken-Glanzkehlchen im Flug, Spinnen werden von der Vegetationsoberfläche gepickt.

## Fortpflanzung
Die Brutsaison des Bronzerücken-Glanzkehlchens ist auf Trinidad und in Suriname von Februar bis August, in Französisch-Guayana von Februar bis April und von Juli bis September, in Venezuela von Oktober bis November, in Brasilien von Oktober bis März und im Nordosten Argentiniens im Oktober. Das Nest ist kegelförmig, besteht aus Pflanzenabfällen, oft von Rohrkolben, und wird mit Flechten und Samen verziert. Es wird in kleinem Gestrüpp in Höhen von 0,5 bis 1 Meter über dem Boden gebaut. Häufig hängt das Nest über Wasser. Die Nester mehrerer Bronzerücken-Glanzkehlchen können sich oft in unmittelbarer Nachbarschaft befinden. Das Gelege besteht aus zwei Eiern, die ca. 0,65 bis 0,75 g schwer sind und ca. 12,8 bis 16 × 8,4 bis 10 mm groß sind. Die Brutdauer beträgt 14 bis 15 Tage, die Bebrütung erfolgt ausschließlich durch das Weibchen. Die Küken sind schwarz mit schwachen gelbbraunen Rückenstreifen. Nach 20 bis 22 Tagen werden die Nestlinge flügge, doch kann es gelegentlich auch bis zu 30 Tage dauern. Das Bronzerücken-Glanzkehlchen hat relativ wenige Nesträuber zu befürchten, doch wurde schon der Brasilzwergkauz beim Ausräumen des Nests beobachtet.

## Lautäußerungen
Das Bronzerücken-Glanzkehlchen gibt eine flotte Serie von lauten, aufgeregten spit-Lauten von sich. Außerdem gehört, wenn es auf einem Ast sitzt, eine Sequenz aus drei piepsigen Tönen zu seinem Repertoire. Im Flug hört man von ihm auch trockene tsip-tsip-Laute.

## Verbreitung und Lebensraum

Verbreitungsgebiet des Bronzerücken-Glanzkehlchens

Das Bronzerücken-Glanzkehlchen bevorzugt wassergetränkte Graslandschaften, buschige Savannen, Cerrado und Frischwassersümpfe in Höhenlagen von Meeresspiegel bis 600 Meter. Seine Futtersuche ist relativ bodennah. Es gilt als Einzelgänger.

## Migration
Das Bronzerücken-Glanzkehlchen gilt meist als Standvogel. Aus Trinidad wird von saisonalen Wanderungen nach der Brut in den Süden berichtet. In Bolivien, im Süden Brasiliens in Mato Grosso do Sul und im Nordosten Argentiniens in der Provinz Misiones scheint es nur ein Wintergast zu sein.

## Unterarten
Es sind drei Unterarten bekannt:
- Polytmus guainumbi andinus Simon, 1921[3] kommt im Osten Kolumbiens vor. Die Unterart hat mehr Weiß an den inneren Steuerfedern.[1]
- Polytmus guainumbi guainumbi (Pallas, 1764)[4] – die Nominatform ist in Venezuela, den Guyanas, dem nördlichen Brasilien und auf Trinidad verbreitet.
- Polytmus guainumbi thaumantias (Linnaeus, 1766)[5] kommt im Osten Boliviens über den Osten Paraguays, dem östlichen und zentralen Brasilien und dem Nordosten Argentiniens vor. Die Subspezies hat einen kürzeren Schnabel als die Nominatform. Die Oberseite ist rötlich golden. Die äußeren Schwanzfedern zeigen weniger Weißfärbung.[1]

Polytmus guainumbi doctus Peters, 1945 ist ein Synonym für P. g. andinus.

## Etymologie und Forschungsgeschichte
Die Erstbeschreibung des Bronzerücken-Glanzkehlchens erfolgte 1764 durch Peter Simon Pallas unter dem wissenschaftlichen Namen Trochilus guainumbi. Das Typusexemplar wurde von Arnout Vosmaer, der keine wissenschaftliche Nomenklatur verwendete, irrtümlich dem Kap der Guten Hoffnung zugeschrieben. 1760 führte Mathurin-Jacques Brisson die Gattung Polytmus ein, der er das Bronzerücken-Glanzkehlchen zuordnete. Polytmus leitet sich vom griechischen πολύτιμος polýtimos für „sehr kostbar, wertvoll“ ab. Dieses setzt sich wiederum aus πολῠ́ς polýs für „viel“ und τῑμή tīmḗ für „Wert, Hochschätzung“ zusammen. Der Artname guainumbi leitet sich aus den Tupí-Guaraní-Sprachen ab und ist der Name für den Kolibri. Andinus bezieht sich auf die Anden. Das Typusexemplar wurde von Józef Warszewicz am Río Magdalena gesammelt. Thaumantias ist der Beiname der Iris, einer Gottheit der griechischen Mythologie. Doctus ist lateinische Name für „gelehrt, wissend“ von docere für „unterrichten“. Laut Alfred Laubmann war lange der einzige Nachweis für P. g. thaumantias in Paraguay durch Claude Henry Baxter Grant von Puerto Asir.